# SS Potrero del Llano
Pour les articles homonymes, voir Potrero.
Le SS Potrero del Llano est un pétrolier construit en 1912. Il a navigué pour un certain nombre de compagnies et a passé sans encombre la Première Guerre mondiale, avant d'être torpillé et coulé par un sous-marin allemand pendant la Seconde Guerre mondiale alors qu'il naviguait au large des côtes de la Floride. Son naufrage a contribué à la décision du Mexique pour entrer en guerre aux côtés des Alliés.

## Historique
Le Potrero del Llano est construit à l'origine par la Palmers Shipbuilding and Iron Company d'Hebburn-on-Tyne sous le nom de F. A. Tamplin, pour servir avec la T.W. Tamplin & Co. basée à Londres. Le navire est vendu une première fois en 1921 à la société belge S. A. d'Armement, d'Industrie & de Commerce, d'Anvers et rebaptisé Arminco, puis une seconde fois en 1930 à la société italienne Società Italiana Transporti Petroliferi (SITP) de Gênes et rebaptisé Lucifero. Il est interné à quai le 10 juin 1940 et saisi par le gouvernement mexicain à Tampico (Tamaulipas), le 8 décembre 1941 et rebaptisée Potrero del Llano. Désormais exploité par la société Petróleos Mexicanos (Pemex), son port d'attache est Tampico.
En mai 1942, ayant appareillé de Tampico pour New York, le Potrero del Llano navigue sans escorte en transportant 6 132 tonnes de pétrole. Le 07 h 17 le 14 mai 1942, alors qu'il navigue à l'Est de la côte de la Floride, le tanker est aperçu par l'U-564, sous les ordres de Reinhard Suhren. Suhren remarque un drapeau illuminé peint sur le côté du navire et l'identifie à tort comme un drapeau italien. Étant donné que seuls les navires de la marine mexicaine sont autorisés à arborer le drapeau mexicain avec l'aigle au centre, le drapeau hissé par le Potrero del Llano ressemble à celui de l'Italie. En notant sa position et sa trajectoire, Suhren estime qu'il ne peut pas battre pavillon italien, et décide de lancer une attaque. Il est torpillé par l'U-564, qui coule 13 membres de son équipage. 22 survivants seront repêchés par l'USS PC-536 et débarqués à Miami. L'un des survivants, José Reyes Sosa, survivra à une autre attaque contre le navire SS Las Choapas, un pétrolier coulé par l'U-129 le 27 juin 1942 ; il s'agit du quatrième pétrolier mexicain coulé par des sous-marins allemands.
Le 20 mai 1942, un deuxième pétrolier, le Faja de Oro, est attaqué et coulé, cette fois par l'U-106. Cela contribuera à la déclaration de guerre du Mexique contre l'Allemagne le 1er juin 1942.